# ŽRK Koka Varaždin
Ženski rukometni klub Koka (ŽRK Koka; RK Koka, Koka; Koka Varaždin) je ženski rukometni klub iz Varaždina, Varaždinska županija.

## O klubu
ŽRK "Koka" je službeno osnovana u siječnju 1969. godine, tako što je na skupštini dotadašnje ŽRK "Slobode" (osnovane 1958. godine, od 1966. samostalni klub) odlučeno da prehrambeni kombinat "Koka" postane glavni sponzor kluba i pruža financijsku i logističku podršku, te da postojeće igralište asfaltira i dovede rasvjetu. "Koka" je preuzelo "Slobodino" mjesto u Zagrebačkoj regionalnoj ligi 1968./69, koju osvajaju. Na Prvenstvu Hrvatske u srpnju 1969. osvajaju drugo mjesto iza splitske "Nade", te se nakon kvalifikacija plasiraju u Prvu saveznu ligu Jugoslavije, u kojoj nastupaju samo u sezoni 1969./70. 
 
Do raspada SFRJ, klub nastupa pretežno u Drugoj saveznoj ligi, Hrvatskoj (Republičkoj) ligi i Hrvatskoj regionalnoj ligi. U sezoni 1980./81. osvajaju Hrvatsku republičku ligu. 
 
Osamostaljenjem Hrvatske, 1990.-ih igraju i 1. B ligi - Sjever, koju osvajaju u sezoni 1998./99., te postaju članice 1. A lige (kasnije 1. lige) u kojoj jigraju do sezone 2004./05., te potom od 2007./08. pa na dalje. U sezoni 2000./01. klub je igrao završni susret Hrvatskog kupa.  U sezonama 2001./02. i 2018./19. klub je sudionik europskih klupskih natjecanja.
Rezervna ekipa kluba se u sezoni 2018./19. natječe u 2. HRL - Sjever.

## Uspjesi
1. B liga
- prvakinje: 1998./99. (Sjever)

Kup Hrvatske
- finalisti: 2000./01.

prvenstvo SR Hrvatske
- prvakinje: 1981.
- doprvakinje: 1969.

Hrvatska republička liga
- prvakinje: 1980./81.

## Poznate igračice
- Dora Kalaus
- Larissa Kalaus
- Dejana Milosavljević

## Unutrašnje poveznice
- RK Sloboda Varaždin

## Vanjske poveznice
- rk-koka.hr - službene stranice
- ŽRK Koka Varaždin, facebook stranica
- furkisport.hr/hrs, Koka, natjecanja po sezonama
- furkisport.hr/hrs, Koka 2, natjecanja po sezonama
- eurohandball.com, ZRK Koka, profil kluba
- sportilus.com, Ženski rukometni klub Koka Varaždin